# Maladie métabolique génétique
 (novembre 2017).
 Mise en garde médicale

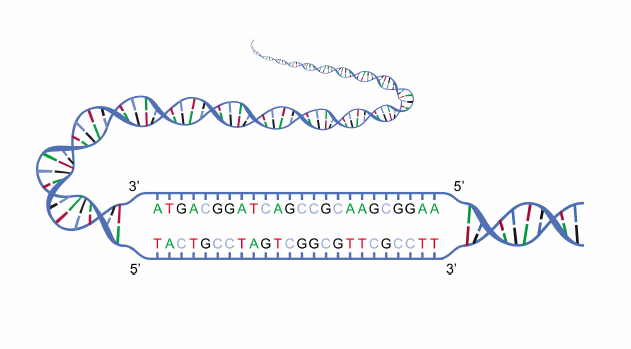

Les maladies métaboliques génétiques (ou congénitales), aussi appelées maladies héréditaires du métabolisme, englobent une large classe de maladies génétiques impliquant des troubles du métabolisme. La plupart d'entre elles sont dues à des défauts d'un simple gène portant le code d'une enzyme qui catalyse la conversion de diverses substances (substrats) en d'autres (produits). Dans le cas de la plupart de ces troubles, des problèmes se manifestent à cause de l'accumulation de substances toxiques ou de substances interférant avec une fonction normale, ou à cause des effets de la capacité réduite de synthétiser des composés essentiels.
C'est un médecin britannique, Archibald Garrod (1857-1936), qui inventa le terme "inborn errors of metabolism" (= "erreurs innées du métabolisme") au début du XXe siècle. On lui doit l'hypothèse de "un gène, une enzyme", qu'il formula d'après ses études sur la nature et la transmission de l'alcaptonurie. Son texte-clé, Inborn Errors of Metabolism fut publié en 1923.

## Principales catégories de maladies congénitales du métabolismes[1]

### Les maladies par intoxication
- Troubles du métabolisme des acides aminés (par exemple, maladie dite "du sirop d'érable")
- Anomalie du cycle de l'urée
- Troubles du métabolisme des métaux
  - Métabolisme du cuivre
  - Métabolisme du fer

### Les maladies par déficit énergétique

#### Déficit cytoplasmique
- Glycogénose

#### Déficit mitochondrial
- Syndrome de Kearns-Sayre

- Déficits de la chaine respiratoire (par exemple, déficit isolé en complexe I)
- Déficits de l'oxydation des acides-gras

### Les maladies des molécules complexes
- Troubles de la fonction peroxysomale
- Maladies de surcharge des lysosomes
- Troubles du métabolisme des porphyrines (par exemple, porphyrie aiguë intermittente)
- Anomalies congénitales de la glycosylation
- Troubles du métabolisme des purines ou des pyrimidines
- Troubles du métabolisme des stéroïdes (par exemple, l'hyperplasie congénitale des surrénales)

## Dépistage néonatal
En France, parmi les cinq maladies à dépistage néonatal systématique par prélèvement sanguin, la phénylcétonurie et l'hyperplasie congénitale des surrénales sont des maladies métaboliques génétiques . En 2011, la HAS émet une recommandation pour l'extension du dépistage néonatal au déficit en acyl-coenzyme A déshydrogénase des acides gras à chaîne moyenne (MCAD).

## Gestion de la maladie
- Restrictions diététiques (régime)
  - par exemple, la réduction des protéines alimentaires reste une des bases du traitement de la phénylcétonurie et d'autres troubles des acides aminés.
- Suppléments ou remplacements diététiques
- Vitamines
- Métabolites intermédiaires, produits ou médicaments facilitant ou retardants des vois métaboliques spécifiques
- Dialyse
- Enzyme replacement
- Transfert génétique
- Transplantation de moelle osseuse ou d'organes
- Traitement des symptômes et des complications
- Diagnostic prénatal pour éviter les grossesses à risque ou l'avortement du fœtus atteint

En France, la prise en charge des patients atteints de maladies métaboliques génétiques peut être coordonnée par la filière maladie rare Groupement des Maladies héréditaires du Métabolisme (G2M). Cette filière regroupe des Centres de Références Maladies Rares (CRMR) et des Centres de Compétences habilités à effectuer un suivi du patient.